# Hans-Georg Knothe
Hans-Georg Knothe (* 6. März 1943 in Lodz) ist ein deutscher Rechtswissenschaftler.
Knothe studierte von 1964 bis 1969 Rechtswissenschaft an der Universität Bonn und legte seine Staatsexamina 1969 bzw. 1973 ab. Von 1974 bis 1976 war er als Richter tätig; von 1977 bis 1987 dann als Wissenschaftlicher Assistent am Institut für Römisches Recht, Bürgerliches Recht und Zivilprozeßrecht der Universität zu Köln bei Andreas Wacke. 1980 wurde Knothe mit seiner Arbeit „Die Geschäftsfähigkeit der Minderjährigen in geschichtlicher Entwicklung“ promoviert; 1985 erfolgte die Habilitation mit seiner Arbeit „Das Erbbaurecht. Eine rechtsdogmatische und rechtspolitische Untersuchung“. In den Jahren 1985 und 1986 war er zudem als Lehrstuhlvertretung an der Universität Osnabrück tätig. Von 1987 bis 1995 war Knothe Rechtsanwalt in Köln; von 1995 bis 2009 Inhaber des Lehrstuhls für Bürgerliches Recht und Rechtsgeschichte an der Ernst-Moritz-Arndt-Universität Greifswald. Seit 2011 ist er Mitglied der Historischen Kommission für Pommern.

## Werk (Auszug)
- Die Geschäftsfähigkeit der Minderjährigen in geschichtlicher Entwicklung, 1981, zugl. Diss., Univ. Köln, 1980.
- Das Erbbaurecht. Eine rechtsdogmatische und rechtspolitische Untersuchung, Frankfurt am Main 1987, zugl. Habil.-Schrift, Köln 1985.
- Hans-Georg Knothe/Jürgen Kohler: Status Familiae. Festschrift für Andreas Wacke zum 65. Geburtstag am 28. April 2001, München 2001.